# Віліс Лацис
Ві́ліс Тенісович Ла́цис (12 травня 1904 , Vecmīlgrāvisd  — 6 лютого 1966 , Рига ) — латиський радянський письменник і державний діяч. Кандидат у члени ЦК КПРС (1952—1961). Депутат Верховної ради СРСР 1—5-го скликань. Депутат Верховної Ради Латвійської РСР.

## Життєпис
Народився в селі Рінужі, нині — в межах міста Рига (Латвія), в родині портового робітника.
У 1917 році разом з сім'єю виїхав до Алтайського краю (Росія), протягом 1917—1918 років навчався в Барнаульській учительській семінарії. Наймитував, був секретарем сільської ради.
У 1921 році повернувся в Латвію. Працював вантажником в порту, рибалкою, кочегаром на судні. У вільний від роботи час займався літературною діяльністю.
Після більшовицького перевороту в червні 1940 року, підтриманого СРСР, став міністром внутрішніх справ в Народному уряді А. Кірхенштейна (20 червня — 25 серпня 1940). 21 липня 1940 року на засіданні Сейму Латвії Віліс Лацис вніс пропозицію про входження Латвії до складу СРСР.
25 серпня 1940 — 27 листопада 1959 року — голова Ради народних комісарів Латвійської РСР. Обраний також членом ЦК КП(б) Латвії.
Під час німецької окупації Латвії з липня 1941 по жовтень 1944 року перебув у Москві, очолюючи уряд Латвійської РСР у вигнанні.
Після повторної радянської окупації Латвії у 1944 році повертаються до Риги, де веде активну радянську політику. Після перетворення у 1946 році Раднаркому Латвійської РСР в Раду міністрів Латвійської РСР, продовжив очолювати останню.
З 20 квітня 1954 року по 27 березня 1958 року — голова Ради Національностей Верховної Ради СРСР 4-го скликання.
27 листопада 1959 року полишив посаду голови Ради міністрів Латвійської РСР і відійшов від великої політики. В останні роки життя обіймав посаду заступника голови і члена Правління Спілки письменників Латвії.

## Літературна діяльність
Друкуватись в періодичних виданнях розпочав у 1921 році.
Ввів у латиську літературу образ самобутнього вольового героя — неспокійного шукача правди, носія кращих чеснот трудового народу.
Найвідоміші твори: трилогія «Безкрилі птахи» (1931—33), романи «Син рибалки» (т. 1—2, 1933—34), «Старе гніздо моряка» (1937), «Земля і море» (1938), «Буря» (1945—48; Сталінська премія — 1949), «До нового берегу» (1950—51; Сталінська премія — 1952).
Твори Віліса Лациса перекладені багатьма мовами світу, а також екранізовані.

## Нагороди і почесні звання
- сім орденів Леніна;
- орден Вітчизняної війни 1-го ступеня;
- медалі;
- дві Сталінських премії.